# Покутній
Покутній (покуть) — охоронець покуття, божок домовий. Він оберігає святий кут у хаті, щоб у ньому не поселилися злі духи, убезпечує його від пожежі, відводить грозу. Йому вклонялися, віддаючи честь. Очевидно, це було ремінісценцією шанування домашнього божества. Саме тому всім діям, які відбувалися в цій частині житла, надавалося символічного характеру. Гадали, що це впливало на добробут сім'ї. Покутній стежить, щоб це почесне місце господарі завжди тримали в чистоті, не клали там зайвих речей, дбає, щоб завжди там був пучечок пахучих трав, зажинковий або обжинковий віночок і особливо галузочка свяченої верби та писанка з обереговими символами, — «бо він те любить». Саме Покутньому-Домовику разом з Дідухом перед Різдвом господарі вили кубельце з сіна для горщика з кутею. Усе це робилося для частування праведних душ, які чотири рази на рік провідували живих. Покутній запрошував ці душі завжди через вікно. За повір'ям, у кожної людини при народженні має бути свій покутній. Коли в родині сварки, покутній може залишити оселю, і до родини можуть іти хвороби та інші біди. Щоб усе було гаразд, заходячи в новозбудовану хату, господарі знімали головний убір і чемно кланялися своєму опікунові.